# 超限战
超限战，為中国军旅作家喬良和前中国空軍大校王湘穗，在其所著同名书籍中所提出之概念。在911事件（2001年）发生前两年半（1999年）便作出预测（但湯姆·克蘭西1994年在著作「美日開戰」下冊，結尾描述到日航佐藤機長駕駛波音747衝撞美國國會大廈，或給予賓拉登恐攻集團在911以民航機攻擊美國金融中心的靈感）。據其论述，超限战有別於传统战争，為新型战争手段，是以一切手段，超越传统战争手段范围的新型战争形式。它包括了传统的战争手段，同时也包括了贸易战、新恐怖主义及生态战。

## 概論
超限战可以透过不流血手段达到传统战争可以、甚至不可能达到的效果，乃立足于现代暴力冲突的演变与现代经济、文化、科技领域的高速发展。强调技术在未来战争中的地位，同时亦提出军事思想仍是现代军队的重要組成。《超限战》一书立足于美国在越战後的历次战争，特别是波斯灣戰爭与科索沃战争，并且与网路攻击、亚洲金融风暴、国际极端恐怖主义相结合，认为未来的战争将无处不在，包括金融、貿易、網路駭客、媒體與國際法等範圍，何时何地都将是战场。
華盛頓郵報將其稱為40年來中國在西方影響最大的兵書之一，西點軍校作為推薦讀物，義大利步軍總監米尼上將稱其為當代軍事名著。台灣學者，優勢戰略管理研究中心主任刘振志評論為「以中国共产党的背景，加上中国固有的军事文化，益之以转化过了的辩证法，搅拌上几十年的战争冶炼，才造就了《超限战》的思想温床。」

## 超限戰與反超限戰
2016年8月，乔良推出17年後的新修訂版「超限戰與反超限戰」，除了原本內容外還擴增了十多年來國際新發展的整理和新理論。乔良指出戰爭「泛化」是未來必然的結局，網路戰、資源戰、媒體戰、金融戰、文化戰，這些領域都將是未來激烈白熱的戰場，戰爭已經遠遠超出穿軍裝的軍人和飛機大砲的範圍，中國必須將所有的領域都軍事化看待，並接受大量不穿軍裝的非軍事人才是超限與反超限的關鍵，政府必須儘快介入所有的無形戰爭領域預做準備。同時也提到其實超限戰對於中國共產黨並不是陌生的新名詞，在國共內戰當時並沒有這名詞，但已運用很多超限戰概念雛形，去對抗蔣介石的傳統軍服戰爭。

### 引用
1. ↑  陳君碩. . 中時電子報. 2015-05-02  [2017-01-17]. （原始内容存档于2017-01-18）.
2. ↑  .   [2014-09-01]. （原始内容存档于2014-10-19）.
3. ↑  喬良、王湘穗. . 左岸文化. 2004-12-01  [2018-09-14]. ISBN 9867854799. （原始内容存档于2018-09-14） （中文（臺灣））.
4. ↑  .   [2016-03-26]. （原始内容存档于2017-03-08）.
5. ↑  .   [2016-03-26]. （原始内容存档于2016-04-08）.
6. ↑  .   [2016-08-11]. （原始内容存档于2017-03-08）.
7. ↑  喬良等. . 長江文藝出版社. 2016-08-01  [2018-09-14]. ISBN 9787535487407. （原始内容存档于2018-09-14） （中文（中国大陆））.